# شبه اسيتال

مسقط ناتا لـنصف أسيتال (هيمي اسيتال)

شبه أسيتال أو هيمي أسيتال أو نصف أسيتال، أو أسيتال نصفي (بالإنجليزية: Hemiacetals)‏ هي مركبات كيميائية تحتوي على مجموعة أرولاوكسيد (OR-), ومجموعة هيدروكسيل (OH-) كمجموعات وظيفية ترتبط بنفس ذرة الكربون. نصف الأسيتال يتكون كمرحلة وسيطة (ناتج وسطي) في تفاعل تشكيل الأسيتال، عند إضافة مركب كحولي إلى مجموعة كاربونيل، كعامل محفز يمكن استخدام الأحماض أو القواعد. بتحفيز من حمض قوي ينشئ أخيرًا أسيتال من خلال التفاعل مع جزيء كحول آخر. الصيغة العامة لنصف الأسيتال هي R1R2C(OH)OR، حيث R لا يمكن أن يكون هيدروجين. النصف أسيتال الحلقي يسمى لكتول (بالإنجليزية: Lactole)‏.

سلوك D-الجلوكوز في محلول مائي: إغلاق الحلقة في إطار تشكيل شبه أسيتال حلقي.

## المواد الطبيعية
العديد من السكريات تعتبر سكريات ألدهيدية، مثل د-الجلوكوز. السكريات الألدهيدية غالباً ما تكون على هيئة شبه أسيتال حلقي.

سلوك د-الجلوكوز في محلول مائي: إغلاق الحلقة في إطار تشكيل شبه أسيتال حلقي.

## تشكيل الجلوكوز الحلقي[5]
الجلوكوز هو أهم مصادر الطاقة للإنسان والحيوان ومخزن للطاقة الشمسية في النباتات، ونقصد هنا الد-جلوكوز، وهو سكر سداسي من الألدهوزات أو السكريات الألدهيدية. في المحاليل غالباً ما يكون على شكل حلقي، إذ تتشكل الحلقة عندما تقوم مجموعة الألدهود، في ذرة الكربون الأولى، بالتفاعل مع مجموعة الكحول، في الغالب، من ذرة الكربون الخامسة، كون ذلك أوفر للطاقة، وينتج عن ذلك تكون «شبه أسيتال»، بحيث تكتسب ذرة الكربون الأولى مجموعة الكحول. إذا كانت مجموعة الكحول تلك إلى الأعلى (على مستوى سطح مسقط هوارث)، عندئذٍ يسمى الجلوكوز بالبيتا جلوكوز (بيتا د-جلوكوز)، أما إذا كان إلى الأسفل، فيدعى ألفا جلوكوز (ألفا د-جلوكوز). في جسم الإنسان، غالباً ما يتكون البيتا جلوكوز لأنه أوفر للطاقة، حيث أن مجموعة الهيدروكسول لذرة الكربون الأولى في الألفا جلوكوز تتنافر مع مجوعة الهيدروكسول لذرة الكربون الثانية، مما يتطلب طاقة أكبر مما في بيتا جلوكوز، التي تكون فيه مجموعتا الهيدروكسول أبعد عن بعض. يسمى شكلي الجلوكوز، الألفا والبيتا، بالانومير، فهي تتشابه في الرموز الكيميائية، وكذلك في المجموعات الوظيفية، ولكن يختلفان فقط في موضع مجموعة الهدروكسول عند ذرة الكربون الأولى الغير طبيعية الموضع (أنومير anomer C1-Atom). حوالي 66% من الجلوكوز المكون من نوع بيتا، و 1% من النوع غير الحلقي.

### أهمية الجلوكوز الحلقي
تمثل ذرة الكربون الأولى في السكر الحلقي، خصوصاً في الجلوكوز، أهمية كبيرة لأنها نشطة في التفاعلات، حيث يمكن تشكيل روابط جلوكوزية مع ذرات سكريات سداسية أخرى، أو مع أحماض أمينية أو ببتيدات أو بروتينات. يوجد نوعان من الروابط الجلوكوزية، أكسجينية ونيتروجينية:
1. الرابطة الجلوكوزية الأكسجينيةتكون الجلوكوز الحلقي من الجلوكوز غير الحلقي وبناء أسيتال نصفي في تفاعل إزاحة الهيدروجينات تقوم مجموعة الهيدروكسيل عادة من ذرة الكربون الخامسة بالتفاعل مع مجموعة الكيتون من الذرة الأولى للكربون لتكون أسيتال نصفي ومجموعة كاربكسول مرتبطة بذرة الكربون الأولى التي بدورها تشكل مجموعة نشطة في التفاعلات الكيمائية

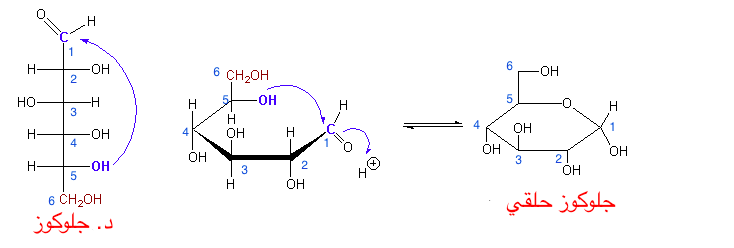
تكون الجلوكوز الحلقي من الجلوكوز غير الحلقي وبناء أسيتال نصفي في تفاعل إزاحة الهيدروجينات تقوم مجموعة الهيدروكسيل عادة من ذرة الكربون الخامسة بالتفاعل مع مجموعة الكيتون من الذرة الأولى للكربون لتكون أسيتال نصفي ومجموعة كاربكسول مرتبطة بذرة الكربون الأولى التي بدورها تشكل مجموعة نشطة في التفاعلات الكيمائية

  - يمكن بنائها مع سكر أحادي أخر، فيتكون بذلك سكر ثنائي، وتلعب هنا مجموعة الكحول في ذرة الكربون الأولى دوراً مهماً، كونها نشطة في التفاعلات. عند ارتباط جزئيِّ جلوكوز معها، يتكون المالتوز (ألفا جلوكوز 1-4 جلوكوز).:أما عند ارتباط الجلاكتوز مع الجلوكوز يمكن أن يتكون اللاكتوز (بيتا جلاكتوز 1-4 جلوكوز)، وهذه هي الرابطة الوحيدة من نوع بيتا التي يمكن أن يجزئها الجسم البشري بواسطة إنزيم اللكتاز. في حال حصول خلل في عمل اللاكتاز، تتكون عندئذٍ حساسية من اللاكتوز. إذا تفاعل الفركتوز مع الجلوكوز، يمكن أن ينتج السكروز (ألفا جلوكوز 1-2 بيتا فركتوز). من الجدير بالذكر أن رابطة السكروز غير قابلة للتمديد، كون المجموعة النشطة ضالعة في الرابطة الجلوكوزية.
  - يمكن بناء رابطة جلوكوزية أكسيجينية كذلك مع الأحماض الأمينية (سيرين وثريونين)، لأنها تحتوي على مجموعة كحول في المجموعات الطرفية.
2. الرابطة الجلوكوزية النيتروجينية:
  - يمكن أن تنشئ رابطة نيتروجينية مع الأحماض الأمينية في الببتيدات (أرجينين: مجموعة الأمين من المجموعة الفرعية).
  - يمكن أن تنشئ كذلك مع قواعد الأحماض النووية الصبغية (DNA).

## التشكيل
أشباه الأسيتال هي مرحلة وسيطة في تكوين الأسيتالات.

تكوين شبه أسيتال تحت تحفيز حمضي من ألدهيد (يسار)، وكحول (وسط). R^{1} و R^{2} هي مجوعات جانبية، على سبيل المثال مجموعة ألكيل جانبية أو مجموعة أريل جانبية، R^{1} يمكن أيضا أن يكون ذرة هيدروجين.

## شبة أسيتال ثنائي الثيول

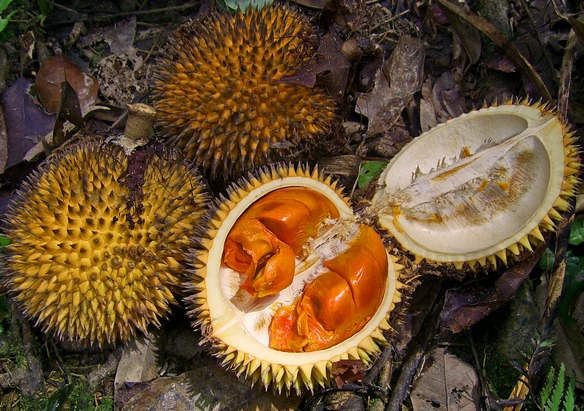
الفاكهة الاستوائية دوريان يحتوي على شبه اسيتال ثنائي الثيول

إذا تم استبدال ذرتي الأكسجين بذرتي كبريت في شبه الأسيتال، يتكون شبه أسيتال ثنائي الثيول. تلعب أشباه الأسيتال ثنائية الثيول دوراً مركزياً عند إنتاج المضاد الحيوي إريثروميسين. شبه الأسيتال ثنائي الثيول هو الذي يمنح فاكهة دوريان الإستوائية رائحتها المعتادة.